# ミスター
ミスター（英語: Mister、Mr. または Mr）は、英語における敬称の一つであり、男性のラストネーム（姓）またはフルネームに対して使用される。日本語における「〜様」、「〜氏」や「〜先生」といったニュアンスがある。

## 概要
女性に対する敬称ミセス(Mrs)、ミス(Miss)、ミズ(Ms)が全てミストレスから派生したのと同様、ミスターはマスター(master)から派生したものである。masterは現代でも少年や青年男性に対して使われることがあるが、その使用は珍しくなっている。
アメリカ合衆国やカナダではピリオドをつけて表すが、イギリスや多くのイギリス連邦諸国ではつけないことが多い。複数形はMessrsであり、その通常の略語はMr.'sとなる。

## 歴史
ミスターは歴史的にサー(Sir)や"my lord"のように、イギリスの封建制度の中で自分の地位よりも上の地位の人に対してのみ使用されていた。次第に、平等な立場にある人に対する尊敬の印として、高い身分を持たない全ての男性に対する敬意の印として徐々に拡大されていった。
複数形のMessrsは、18世紀のフランスの称号messieursに由来する。messieursはmonsieur（ムッシュ）の複数形で、monsieurはmon sieur（英語の"my lord"、「私の領主」の意）から派生したものであり、その構成部分の両方を別々に曲用することによって形成された。
何世紀にもわたって、「ミスター」は会話時に混乱するかもしれない家族のメンバーを区別する場合にファーストネームをつけて使われた。Mr Doe（ミスター・ドウ）とラストネームのみをつけた場合はドウ家の年長者を指し、その弟やいとこなどはMr Richard DoeやMr William Doeのように言った。このような用法は、家族経営のビジネスで、また家庭内労働者が同じ姓の成人男性の家族を呼ぶ場合に、"Mr Robert and Mr Richard will be out this evening, but Mr Edward is dining in."（ミスター・ロバートとミスター・リチャードは今晩外出するが、ミスター・エドワードは家で食事する）のような言い方で長く残った。他に、親密さや尊敬を示すための同様の用法が、米国南部などのほとんどの英語の文化で共通している。

## 職業的な称号
ミスターは特定の称号につけて使われることがある。Mr President（大統領殿）、Mr Speaker（発言者殿）、Mr Justice（裁判官殿）、Mr Dean（司祭殿）などで、日本語で役職名などに殿をつけるのと同様の用法である。この場合の女性に対してつける敬称はマダム(Madam)である。ここで挙げたもの（Mr Justice以外）は、名前を使わずに呼びかける言葉として使われる。
さまざまな地域の特定の職業において、「ミスター」は特別な意味を持っている。以下はそのいくつかの例である。

### 医療
イギリス、アイルランドおよび一部のイギリス連邦諸国（南アフリカ、ニュージーランド、オーストラリアの一部の州）では、多くの外科医がドクター(Dr)よりもミスター（女性の場合はミス、ミズ、ミセス）の称号を使用する。19世紀まで、外科手術は床屋外科医の仕事であり、外科医の資格を取るのに医学の学位の取得は必要なかった。このような歴史的な経緯から、イギリスでは、外科手術の資格試験に合格したら、称号をドクターからミスターに戻すという習慣がある。

### 軍事
アメリカ軍では、准士官(warrant officer)と上級准士官(chief warrant officer)は、上級士官から「ミスター」と呼ばれる。アメリカ海軍とアメリカ沿岸警備隊では、少佐(lieutenant commander)未満の尉官士官をミスターと呼ぶことが適切であり、階級よりも「ミスター」を使用することで親しみやすさを暗示している。少佐未満の女性士官には、適宜、ミス、ミズ、ミセスと呼びかける。
イギリス軍では、准士官は他の階級や下士官からは「サー(Sir)」と呼ばれる。士官、特に下級士官は、准士官に対しては姓に「ミスター」をつけて「ミスター・スミス」などのように呼びかける。准大尉(subaltern)は、他の階級やより上級の指揮官によって、姓に「ミスター」をつけて呼ばれる。

### 裁判
イングランドとウェールズの裁判所では、高等裁判所の裁判官は、例えばMr Justice Crane（クレイン裁判官殿）のように呼ばれる（Lord Justice（控訴院裁判官）呼ばれる権利がある場合を除く）。曖昧さを避けるために名をつける必要がある場合は、常に使用される。例えば、Robert Goff裁判官を前任のGoff裁判官と区別する場合にはMr Justice Robert Goffのように言う。裁判官が女性の場合は、Madam Justice Hallettではなく、Mrs Justice Hallettのように言う。裁判官が2人以上いて、一人を具体的に指し示す必要があるとき、My Lord, Mr Justice Craneという。高等裁判所裁判官は、就任中は接頭辞The Honourableを付けてthe Honourable Mr Justice Robert Goffのように言うことができる。判例集などの書面では、"Mr Justice"や"Mrs Justice"という称号は、どちらも名前の後に"J"をつけた形に省略される。例えば、Crane JはMr Justice Craneを省略したものである。女性裁判官に対しても"My Lord"と呼ぶのは適切であるが、現代では"My Lady"も受け入れられている。
アメリカ合衆国最高裁判所長官は"Mr Chief Justice"や"Chief Justice"のように呼ばれる。例えば"Mr Chief Justice Roberts"や"Chief Justice Roberts"のようになる。

### カトリックの聖職者
カトリックの聖職者の間で、「ミスター(Mr)」は神学校の生徒の正式な称号および呼びかけの言葉であり、かつては全ての世俗・教区の聖職者の正式な称号だった。教区聖職者のための称号"Father"の使用は1820年代ごろからの慣習である。

## その他の用法
「ミスター」はまた、特に人気のある娯楽やスポーツの分野において、特定の分野を代表する人物を指すために別の単語と組み合わせて使用されることがある。例えば、ゴーディ・ハウは「ミスター・ホッケー」、レジー・ジャクソンはワールドシリーズが行われる月から「ミスター・オクトーバー」と呼ばれる。日本では、長嶋茂雄（元プロ野球選手。読売ジャイアンツ終身名誉監督）が「ミスタープロ野球」または「ミスタージャイアンツ」として知られ、単に「ミスター」とも呼ばれる。他に「ミスター」と呼ばれる人物には、以下のような例がある。（ミスター○○の一覧も参照）

### スポーツ界
スポーツ界においては、キャリアの全て、もしくは大半を特定のチームの看板選手として過ごした選手が、「ミスター○○（チーム名）」の愛称で呼ばれるケースが多いが、チーム名を付けず単に「ミスター」と言う場合は長嶋茂雄を指すことが多い。
- 野球 - 「ミスタータイガース」（藤村富美男、村山実、田淵幸一、掛布雅之など）、「ミスタードラゴンズ」（西沢道夫、高木守道、立浪和義）「ミスター赤ヘル」（山本浩二）、「ミスターホークス」（鶴岡一人、杉浦忠、門田博光、小久保裕紀、松中信彦など）、「ミスターロッテ」（有藤通世、初芝清など）、「ミスタースワローズ」（若松勉、古田敦也）、「ミスターバファローズ」（鈴木啓示、タフィ・ローズなど）
- サッカー - 「ミスターレッズ」（福田正博）、「ミスターガンバ」（松波正信）、「ミスターセレッソ」（森島寛晃）、「ミスターエスパルス」（澤登正朗）、「ミスターフロンターレ」（中村憲剛）、「ミスターヴィッセル」（永島昭浩）
- その他のスポーツ - 「ミスターラグビー」（平尾誠二）、「ミスターバスケットボール」（佐古賢一）、「ミスタープロレス」（ハーリー・レイス、天龍源一郎）、「ミスター競馬」（野平祐二）、「ミスター競輪」（中野浩一）、「ミスター麻雀」（小島武夫）、「ミスター女子プロレス」（神取忍）「ミスターSUPER GT」（脇阪寿一）

### 各界
- 鈴井貴之 - タレント、映画監督、放送作家、劇作家、演出家、株式会社CREATIVE OFFICE CUE創業者・取締役会長。「ミスターどうでしょう」の略。
- 千聖 - ロックバンド・PENICILLINのギタリスト。Crack 6とCrack Zでの名義。(MSTR)
- 安部修仁 - 吉野家ホールディングス元会長。アルバイトから東証1部上場企業の社長職へ至った人間として知られ、「ミスター牛丼」として知られる。
- 村井純 - 慶應義塾大学教授。日本のインターネットの父と呼ばれ、「ミスターインターネット」として知られる。
- 笑い飯 - M-1グランプリ2010王者のお笑いコンビ。2002年に決勝大会に初出場してから2010年の優勝まで9年連続で決勝進出を果たし、「ミスターM-1」とも呼ばれる。
- 深沢弘 - 元ニッポン放送アナウンサー。ニッポン放送ショウアップナイターのスタート時から長らく番組に携わっていたことから、「ミスターショウアップナイター」と呼ばれた。
- 山田勝己 - TBS番組「SASUKE」出場者。SASUKEオールスターズの1人。番組スタッフや出場者、ファンから「ミスターSASUKE」の愛称で呼ばれる。